# Coupe de France de cyclo-cross
La Coupe de France de cyclo-cross (appelé Challenge  « La France Cycliste » de cyclo-cross jusqu'en 2013) est une compétition de cyclo-cross, créée en 1983, qui se déroule sur trois manches. Ces dernières rapportent des points qui permettent la constitution d'un classement général. Elle est organisée pour les catégories Cadets et Cadettes (15-16 ans), Juniors Garçons et Filles (17-18 ans), Espoirs (19-23 ans), Femmes et Hommes Élites. 

## Historique
Sa première édition a eu lieu lors de la saison 1983-1984. Jusqu'en 2016, elle est réservée aux cyclistes français et aux coureurs étrangers roulant dans une équipe française. À partir de 2017, elle devient ouverte à l'ensemble des coureurs étrangers.
En raison de la pandémie de Covid-19, l'intégralité des manches de l'édition 2020 est annulée : l'organisation des épreuves de Vittel l'annonce 21 octobre 2020, celle de Quelneuc début Novembre et celle de Liévin le 18 novembre 2020.

## Palmarès

### Élites hommes
| Année | Vainqueur                                    | Deuxième                                     | Troisième                                    |
| ----- | -------------------------------------------- | -------------------------------------------- | -------------------------------------------- |
| 1983  | Patrice Thévenard                            |                                              |                                              |
| 1984  | Didier Martinez                              |                                              |                                              |
| 1985  | Alain Daniel                                 |                                              |                                              |
| 1986  | Laurent Cailleau                             |                                              |                                              |
| 1987  | Bruno Lebras                                 |                                              |                                              |
| 1988  | Daniel Maquet                                |                                              |                                              |
| 1989  | Alain Daniel                                 |                                              |                                              |
| 1990  | Bruno Lebras                                 |                                              |                                              |
| 1991  | Cyrille Bonnand                              |                                              |                                              |
| 1992  | David Pagnier                                |                                              |                                              |
| 1993  | David Pagnier                                |                                              |                                              |
| 1994  | Emmanuel Magnien                             |                                              |                                              |
| 1995  | Dominique Arnould                            |                                              |                                              |
| 1996  | Cyriaque Duval                               |                                              |                                              |
| 1997  | David Pagnier                                |                                              |                                              |
| 1998  | Miguel Martinez                              |                                              |                                              |
| 1999  | David Pagnier                                | Dominique Arnould                            | Christophe Morel                             |
| 2000  | David Pagnier                                | Sébastien Loigerot                           | Jérôme Chiotti                               |
| 2001  | Geoffrey Clochez                             | Dominique Arnould                            | John Gadret                                  |
| 2002  | John Gadret                                  | Arnaud Labbe                                 | Jérôme Chevallier                            |
| 2003  | John Gadret                                  | Arnaud Labbe                                 | Jérôme Chevallier                            |
| 2004  | Francis Mourey                               | Arnaud Labbe                                 | Jérôme Chevallier                            |
| 2005  | Francis Mourey                               | Arnaud Labbe                                 | Ludovic Dubau                                |
| 2006  | Francis Mourey                               | Ludovic Dubau                                | Steve Chainel                                |
| 2007  | Francis Mourey                               | Jérôme Chevallier                            | Steve Chainel                                |
| 2008  | Francis Mourey                               | Steve Chainel                                | Nicolas Bazin                                |
| 2009  | Francis Mourey                               | Nicolas Bazin                                | Laurent Colombatto                           |
| 2010  | Francis Mourey                               | Steve Chainel                                | Nicolas Bazin                                |
| 2011  | Francis Mourey                               | Matthieu Boulo                               | John Gadret                                  |
| 2012  | Francis Mourey                               | John Gadret                                  | Guillaume Perrot                             |
| 2013  | Francis Mourey                               | Guillaume Perrot                             | John Gadret                                  |
| 2014  | Francis Mourey                               | Clément Venturini                            | Fabien Canal                                 |
| 2015  | Clément Venturini                            | Clément Bommé                                | Julien Roussel                               |
| 2016  | Clément Venturini                            | Francis Mourey                               | Melvin Rullière                              |
| 2017  | Fabien Canal                                 | Steve Chainel                                | Francis Mourey                               |
| 2018  | Francis Mourey                               | Fabien Canal                                 | David Menut                                  |
| 2019  | David Menut                                  | Steve Chainel                                | Matthieu Boulo                               |
| 2020  | Annulée en raison de la pandémie de Covid-19 | Annulée en raison de la pandémie de Covid-19 | Annulée en raison de la pandémie de Covid-19 |
| 2021  | Joshua Dubau                                 | Timon Rüegg                                  | Tony Périou                                  |
| 2022  | Gerben Kuypers                               | Loris Rouiller                               | Joshua Dubau                                 |
| 2023  | Tony Périou                                  | Rémi Lelandais                               | Quentin Navarro                              |
| 2024  | David Menut                                  | Tony Périou                                  | Lucas Dubau                                  |

- Records de victoires

Francis Mourey détient le record de victoires finales avec douze succès. 

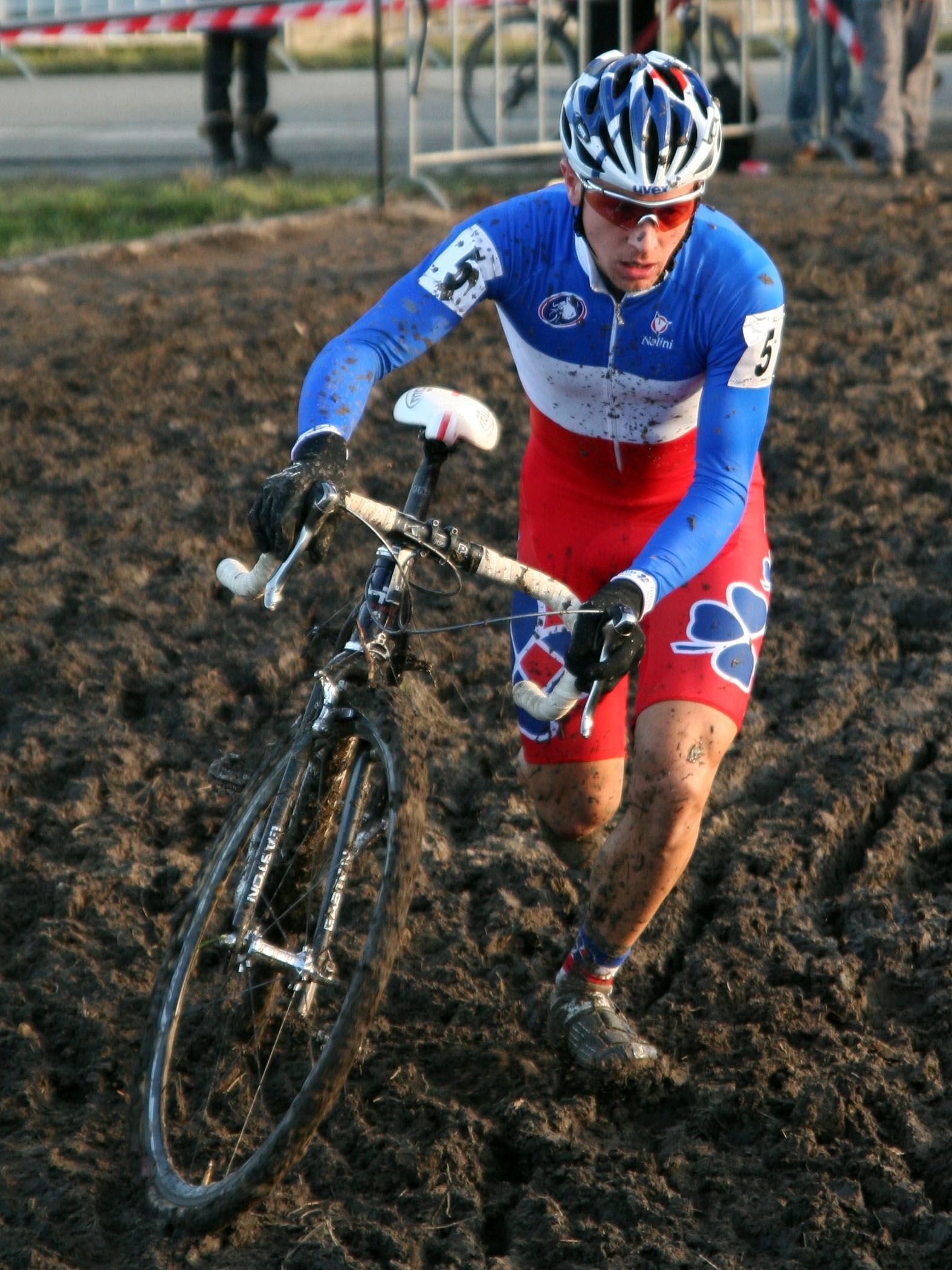
Francis Mourey, vêtu du maillot de champion de France

| Nb | Coureur           | Editions                                                               |
| -- | ----------------- | ---------------------------------------------------------------------- |
| 12 | Francis Mourey    | 2004, 2005, 2006, 2007, 2008, 2009, 2010, 2011, 2012, 2013, 2014, 2018 |
| 5  | David Pagnier     | 1992, 1993, 1997, 1999, 2000                                           |
| 2  | Alain Daniel      | 1985, 1989                                                             |
| 2  | Bruno Lebras      | 1987, 1990                                                             |
| 2  | John Gadret       | 2002, 2003                                                             |
| 2  | Clément Venturini | 2015, 2016                                                             |
| 2  | David Menut       | 2019, 2024                                                             |
| 1  | Patrice Thévenard | 1983                                                                   |
| 1  | Didier Martinez   | 1984                                                                   |
| 1  | Laurent Cailleau  | 1986                                                                   |
| 1  | Daniel Maquet     | 1988                                                                   |
| 1  | Cyril Bonnand     | 1991                                                                   |
| 1  | Emmanuel Magnien  | 1994                                                                   |
| 1  | Dominique Arnould | 1995                                                                   |
| 1  | Cyriaque Duval    | 1996                                                                   |
| 1  | Miguel Martinez   | 1998                                                                   |
| 1  | Geoffrey Clochez  | 2001                                                                   |
| 1  | Fabien Canal      | 2017                                                                   |
| 1  | Joshua Dubau      | 2021                                                                   |
| 1  | Gerben Kuypers    | 2022                                                                   |
| 1  | Tony Périou       | 2023                                                                   |

### Élites femmes
| Année | Vainqueur                                    | Deuxième                                     | Troisième                                    |
| ----- | -------------------------------------------- | -------------------------------------------- | -------------------------------------------- |
| 1999  | Laurence Leboucher                           | Sandra Temporelli                            | Nadia Triquet                                |
| 2000  | Laurence Leboucher                           | Virginie Souchon                             | Marie-Hélène Coulon                          |
| 2001  | Laurence Leboucher                           | Maryline Salvetat                            | Corinne Sempé                                |
| 2002  | Laurence Leboucher                           | Maryline Salvetat                            | Corinne Sempé                                |
| 2003  | Maryline Salvetat                            | Nadia Triquet                                | Corinne Sempé                                |
| 2004  | Maryline Salvetat                            | Laurence Leboucher                           | Nadia Triquet-Claude                         |
| 2005  | Maryline Salvetat                            | Laurence Leboucher                           | Nadia Triquet-Claude                         |
| 2006  | Laurence Leboucher                           | Maryline Salvetat                            | Christel Ferrier-Bruneau                     |
| 2007  | Maryline Salvetat                            | Christel Ferrier-Bruneau                     | Laurence Leboucher                           |
| 2008  | Christel Ferrier-Bruneau                     | Maryline Salvetat                            | Nadia Triquet-Claude                         |
| 2009  | Christel Ferrier-Bruneau                     | Caroline Mani                                | Pauline Ferrand-Prévot                       |
| 2010  | Christel Ferrier-Bruneau                     | Caroline Mani                                | Pauline Ferrand-Prévot                       |
| 2011  | Pauline Ferrand-Prévot                       | Christel Ferrier-Bruneau                     | Marlène Morel-Petitgirard                    |
| 2012  | Lucie Chainel-Lefèvre                        | Marlène Morel-Petitgirard                    | Marlène Petit                                |
| 2013  | Lucie Chainel-Lefèvre                        | Marlène Morel-Petitgirard                    | Marlène Petit                                |
| 2014  | Marlène Petit                                | Juliette Labous                              | Maëlle Grossetête                            |
| 2015  | Maëlle Grossetête                            | Hélène Clauzel                               | Marlène Petit                                |
| 2016  | Marlène Petit                                | Perrine Clauzel                              | Évita Muzic                                  |
| 2017  | Lucie Chainel                                | Jade Wiel                                    | Marlène Petit                                |
| 2018  | Marlène Petit                                | Marlène Morel-Petitgirard                    | Anaïs Grimault                               |
| 2019  | Olivia Onesti                                | Marlène Petit                                | Lauriane Duraffourg                          |
| 2020  | Annulée en raison de la pandémie de Covid-19 | Annulée en raison de la pandémie de Covid-19 | Annulée en raison de la pandémie de Covid-19 |
| 2021  | Amandine Fouquenet                           | Anaïs Morichon                               | Anaïs Grimault                               |
| 2022  | Anaïs Morichon                               | Perrine Clauzel                              | Lauriane Duraffourg                          |
| 2023  | Amandine Fouquenet                           | Amandine Vidon                               | Olivia Onesti                                |
| 2024  | Amandine Vidon                               | Noémie Garnier                               | Amandine Muller                              |

### Espoirs hommes
| Année | Vainqueur                                    | Deuxième                                     | Troisième                                    |
| ----- | -------------------------------------------- | -------------------------------------------- | -------------------------------------------- |
| 1983  | Didier Martinez                              |                                              |                                              |
| 1984  | Pas d'édition                                |                                              |                                              |
| 1985  | Jean-Pierre Dutilleul                        |                                              |                                              |
| 1986  | Dominique Arnould                            |                                              |                                              |
| 1987  | Pascal Reverdy                               |                                              |                                              |
| 1988  | Christophe Mengin                            |                                              |                                              |
| 1989  | José Jauregui                                |                                              |                                              |
| 1990  | Emmanuel Magnien                             |                                              |                                              |
| 1991  | Jérôme Chiotti                               |                                              |                                              |
| 1992  | David Brulon                                 |                                              |                                              |
| 1993  | Sébastien Loigerot                           | Anthony Benberka                             | Jean-Charles Fabien                          |
| 1994  | Patrice Halgand                              |                                              |                                              |
| 1995  | Christophe Morel                             |                                              |                                              |
| 1996  | Christophe Morel                             |                                              |                                              |
| 1997  | Miguel Martinez                              |                                              |                                              |
| 1998  | John Gadret                                  |                                              |                                              |
| 1999  | David Derepas                                |                                              |                                              |
| 2000  | John Gadret                                  |                                              |                                              |
| 2001  | Francis Mourey                               |                                              |                                              |
| 2002  | Sébastien Minard                             |                                              |                                              |
| 2003  | Pierre-Bernard Vaillant                      |                                              |                                              |
| 2004  | Romain Villa                                 |                                              |                                              |
| 2005  | Romain Villa                                 |                                              |                                              |
| 2006  | Jonathan Lopez                               |                                              |                                              |
| 2007  | Aurélien Duval                               |                                              |                                              |
| 2008  | Arnaud Jouffroy                              |                                              |                                              |
| 2009  | Matthieu Boulo                               | Melvin Rullière                              | Thomas Girard                                |
| 2010  | Melvin Rullière                              | Théo Dumanchin                               | Irwin Gras                                   |
| 2011  | Bastien Duculty                              | Julian Alaphilippe                           | David Menut                                  |
| 2012  | Clément Venturini                            | Julian Alaphilippe                           | Quentin Jauregui                             |
| 2013  | Clément Venturini                            | Anthony Turgis                               | Bastien Duculty                              |
| 2014  | Clément Russo                                | Romain Seigle                                | Nicolas Pruvot                               |
| 2015  | Joshua Dubau                                 | Lucas Dubau                                  | Yan Gras                                     |
| 2016  | Clément Russo                                | Lucas Dubau                                  | Joshua Dubau                                 |
| 2017  | Joshua Dubau                                 | Antoine Benoist                              | Yan Gras                                     |
| 2018  | Antoine Benoist                              | Eddy Finé                                    | Mickaël Crispin                              |
| 2019  | Mickaël Crispin                              | Joris Delbove                                | Maxime Gagnaire                              |
| 2020  | Annulée en raison de la pandémie de Covid-19 | Annulée en raison de la pandémie de Covid-19 | Annulée en raison de la pandémie de Covid-19 |
| 2021  | Joris Delbove                                | Florian Richard Andrade                      | Noé Castille                                 |
| 2022  | Rémi Lelandais                               | Martin Groslambert                           | Noé Castille                                 |
| 2023  | Corentin Lequet                              | Léo Bisiaux                                  | Nathan Bommenel                              |
| 2024  | Aubin Sparfel                                | Tristan Verrier                              | Jules Simon                                  |

### Juniors hommes
| Année | Vainqueur                                    | Deuxième                                     | Troisième                                    |
| ----- | -------------------------------------------- | -------------------------------------------- | -------------------------------------------- |
| 1983  | Jean-Pierre Dutilleul                        |                                              |                                              |
| 1984  | Didier Arbault                               |                                              |                                              |
| 1985  | Christophe Mengin                            |                                              |                                              |
| 1986  | Lionel Ory                                   |                                              |                                              |
| 1987  | Cyrille Bonnand                              |                                              |                                              |
| 1988  | Emmanuel Magnien                             |                                              |                                              |
| 1989  | Jérôme Chiotti                               |                                              |                                              |
| 1990  | Anthony Benbetka                             |                                              |                                              |
| 1991  | Jérôme Delbove                               |                                              |                                              |
| 1992  | Christophe Morel                             |                                              |                                              |
| 1993  | Miguel Martinez                              |                                              |                                              |
| 1994  | Guillaume Benoist                            |                                              |                                              |
| 1995  | Gaël Moreau                                  |                                              |                                              |
| 1996  | Nicolas Dieudonné                            |                                              |                                              |
| 1997  | Romain Denhez                                |                                              |                                              |
| 1998  | Jean-Baptiste Béraud                         |                                              |                                              |
| 1999  | Ludovic Le Magourou                          |                                              |                                              |
| 2000  | Steve Chainel                                |                                              |                                              |
| 2001  | Adrien Delautre                              |                                              |                                              |
| 2002  | Romain Villa                                 |                                              |                                              |
| 2003  | Clément Lhotellerie                          |                                              |                                              |
| 2004  | Guillaume Perrot                             |                                              |                                              |
| 2005  | Aurélien Duval                               |                                              |                                              |
| 2006  | Thomas Girard                                |                                              |                                              |
| 2007  | Arnaud Jouffroy                              |                                              |                                              |
| 2008  | Pierre Garson                                |                                              |                                              |
| 2009  | Émilien Viennet                              | David Menut                                  | Clément Le Bras                              |
| 2010  | Fabien Doubey                                | Benjamin Gelabert                            | Kévin Bouvard                                |
| 2011  | Romain Seigle                                | Anthony Turgis                               | Victor Koretzky                              |
| 2012  | Léo Vincent                                  | Clément Russo                                | Sébastien Havot                              |
| 2013  | Sébastien Havot                              | Lucas Dubau                                  | Yan Gras                                     |
| 2014  | Sandy Dujardin                               | Tanguy Turgis                                | Mehdy Henriet                                |
| 2015  | Mickaël Crispin                              | Thomas Bonnet                                | Matthieu Legrand                             |
| 2016  | Antoine Benoist                              | Nicolas Guillemin                            | Maxime Bonsergent                            |
| 2017  | Benjamin Rivet                               | Joris Delbove                                | Aloïs Charrin                                |
| 2018  | Théo Thomas                                  | Antoine Huby                                 | Florian Richard Andrade                      |
| 2019  | Ugo Ananie                                   | Noé Castille                                 | Rémi Lelandais                               |
| 2020  | Annulée en raison de la pandémie de Covid-19 | Annulée en raison de la pandémie de Covid-19 | Annulée en raison de la pandémie de Covid-19 |
| 2021  | Guillaume Bagou                              | Martin Orrière                               | Corentin Lequet                              |
| 2022  | Aubin Sparfel                                | Alexis David                                 | Hippolyte Loete                              |
| 2023  | Aubin Sparfel                                | Théophile Vassal                             | Maxime Vézie                                 |
| 2024  | Théophile Vassal                             | Soren Bruyère Joumard                        | Florian Fery                                 |

### Juniors femmes
| Année | Vainqueur                                    | Deuxième                                     | Troisième                                    |
| ----- | -------------------------------------------- | -------------------------------------------- | -------------------------------------------- |
| 2012  | Laura Perry                                  | Émeline Gaultier                             | Audrey Menut                                 |
| 2013  | Émeline Gaultier                             | Laura Perry                                  | Maëva Calvez                                 |
| 2014  | Juliette Labous                              | Maëlle Grossetête                            | Hélène Clauzel                               |
| 2015  | Maëlle Grossetête                            | Hélène Clauzel                               | Évita Muzic                                  |
| 2016  | Évita Muzic                                  | Jade Wiel                                    | Anaïs Morichon                               |
| 2017  | Jade Wiel                                    | Maïna Galand                                 | Léa Curinier                                 |
| 2018  | Pasquine Vandermouten                        | Léa Curinier                                 | Amandine Fouquenet                           |
| 2019  | Olivia Onesti                                | Lauriane Duraffourg                          | Camille Devigne                              |
| 2020  | Annulée en raison de la pandémie de Covid-19 | Annulée en raison de la pandémie de Covid-19 | Annulée en raison de la pandémie de Covid-19 |
| 2021  | Alizée Rigaux                                | Manon Briand                                 | Maurène Trégouët                             |
| 2022  | Anaïs Moulin                                 | Julie Bego                                   | Wendy Bunea                                  |
| 2023  | Célia Gery                                   | Amandine Muller                              | Lison Desprez                                |
| 2024  | Lise Revol                                   | Lison Desprez                                | Jeanne Duterne                               |

### Cadets
| Année | Vainqueur                                    | Deuxième                                     | Troisième                                    |
| ----- | -------------------------------------------- | -------------------------------------------- | -------------------------------------------- |
| 1993  | David Derepas                                |                                              |                                              |
| 1994  | Nicolas Dieudonné                            |                                              |                                              |
| 1995  | Ludovic Lanceleur                            |                                              |                                              |
| 1996  | Jean-Baptiste Béraud                         |                                              |                                              |
| 1997  | Teddy Marchand                               |                                              |                                              |
| 1998  | Steve Chainel                                |                                              |                                              |
| 1999  | Jean-Eudes Demaret                           |                                              |                                              |
| 2000  | Romain Villa                                 |                                              |                                              |
| 2001  | Clément Lhotellerie                          |                                              |                                              |
| 2002  | Yannick Martinez                             | Nicolas Bovo-Bianto                          | Gislain Chatelard                            |
| 2003  | Geoffrey Lorrain                             |                                              |                                              |
| 2004  | Thomas Girard                                |                                              |                                              |
| 2005  | Arnaud Jouffroy                              |                                              |                                              |
| 2006  | Pierre Garson                                |                                              |                                              |
| 2007  | Émilien Viennet                              |                                              |                                              |
| 2008  | Kévin Bouvard                                |                                              |                                              |
| 2009  | Quentin Jauregui                             | Dylan Kowalski                               | Romain Seigle                                |
| 2010  | Mathieu Morichon                             | Léo Vincent                                  | Raphaël Gay                                  |
| 2011  | Yan Gras                                     | Valentin Ortillon                            | Maxime Derouint                              |
| 2012  | Emile Canal                                  | Julien Durbesson                             | Quentin Simon                                |
| 2013  | Mickaël Crispin                              | Simon Lepoittevin-Dubost                     | Dylan Maldonado                              |
| 2014  | Maxime Bonsergent                            | Jérémy Montauban                             | Tristan Montchamp                            |
| 2015  | Benjamin Rivet                               | Thibault Valognes                            | Anthony Courrière                            |
| 2016  | Antoine Huby                                 | Mattéo Vercher                               | Théo Jarnet                                  |
| 2017  | Florian Richard Andrade                      | Pierre Gautherat                             | Martin Groslambert                           |
| 2018  | Pierre Gautherat                             | Pierrick Burnet                              | Romain Grégoire                              |
| 2019  | Corentin Lequet                              | Louka Lesueur                                | Guillaume Bagou                              |
| 2020  | Annulée en raison de la pandémie de Covid-19 | Annulée en raison de la pandémie de Covid-19 | Annulée en raison de la pandémie de Covid-19 |
| 2021  | Baptiste Rouxel                              | Jules Simon                                  | Sacha Bergaud                                |
| 2022  | Johan Blanc                                  | Théophile Vassal                             | Joan Cherruault                              |
| 2023  | Soren Bruyère Joumard                        | Augustin Fahy                                | Timéo Louison                                |
| 2024  | Axel Martineau                               | Batiste Vanaelst                             | Enzo Conan                                   |

### Cadettes
| Année | Vainqueur                                    | Deuxième                                     | Troisième                                    |
| ----- | -------------------------------------------- | -------------------------------------------- | -------------------------------------------- |
| 2009  | Iris Sachet                                  | Camille Robert                               | Fanny Stumpf                                 |
| 2010  | Axelle Dubau-Prévot                          | Audrey Menut                                 | Laura Perry                                  |
| 2011  | Océane Grumel                                | Laura Perry                                  | Maëva Calvez                                 |
| 2012  | Juliette Labous                              | Chloé Fortin                                 | Océane Grumel                                |
| 2013  | Juliette Labous                              | Maëlle Grossetête                            | Évita Muzic                                  |
| 2014  | Évita Muzic                                  | Anaïs Morichon                               | Floriane Barberio                            |
| 2015  | Pasquine Vandermouten                        | Léa Curinier                                 | Claudie Chamboredon                          |
| 2016  | Pasquine Vandermouten                        | Marine Allione                               | Amandine Fouquenet                           |
| 2017  | Line Burquier                                | Lauriane Duraffourg                          | Maëva Squiban                                |
| 2018  | Line Burquier                                | Lison Vulliet                                | Alice Barbotin                               |
| 2019  | Saska Arnaud                                 | Electa Gallezot                              | Margot Marasco                               |
| 2020  | Annulée en raison de la pandémie de Covid-19 | Annulée en raison de la pandémie de Covid-19 | Annulée en raison de la pandémie de Covid-19 |
| 2021  | Célia Gery                                   | Amandine Muller                              | Léane Desrieux                               |
| 2022  | Lise Revol                                   | Maéva Plagniol                               | Jeanne Duterne                               |
| 2023  | Zélie Lambert                                | Lise Revol                                   | Laly Pichon                                  |
| 2024  | Lucie Elizalde                               | Justine Mesnard                              | Noémie Jurado Roumieux                       |